# 명일로
명일로(明逸路, Myeongil-ro)는 서울특별시 강동구 둔촌동 동북고등학교에서 명일동 배재고등학교 앞을 잇는 왕복 2차선 도로이다.

## 역사
- 1991년 12월 26일 : 명일로(천호대로 - 배재고등학교 앞, 2.2 km)로 정해졌다.
- 1997년 10월 14일 : 기점이 천호대로에서 동북고등학교로 연장되었다(4.0 km).

## 구간
서울특별시 강동구
동북고등학교 - 둔촌주공아파트 - 서울한산초등학교 - 서울보훈병원 입구 - 둔촌고등학교 - 길동 주민센터 - 명일여자고등학교 - 서울명원초등학교 - 배재고등학교 앞
둔촌주공아파트 단지 내 도로
동북고등학교 - 둔촌주공아파트 - 서울한산초등학교